# Галяткин, Пётр Иванович
Пётр Иванович Галяткин (1922—1943) — участник Великой Отечественной войны, комсорг батальона 178-го гвардейского стрелкового полка 60-й гвардейской стрелковой дивизии 12-й армии 3-го Украинского фронта, гвардии старший сержант. Герой Советского Союза.

## Биография
Родился в 1922 году в дер. Носково, ныне Дмитровского района Московской области, в семье крестьянина. Русский.
Образование 9 классов. Затем учился в Ивантеевском текстильном техникуме.
В Красной Армии с февраля 1943 года. С этого же года — на фронтах Великой Отечественной войны.
Комсорг батальона 178-го гвардейского стрелкового полка гвардии старший сержант Пётр Галяткин 26 ноября 1943 года форсировал Днепр с авангардной штурмовой группой, первым вступив на правый берег реки. Под с. Разумовка (Запорожский район Запорожской области), когда враг превосходящими силами, поддержанный тяжёлыми танками и штурмовыми орудиями, начал теснить один фланг батальона, в котором выбыли из строя почти все командиры, Галяткин поднял гвардейцев в атаку. Ворвавшись в село, гранатами забросал дом, из которого вёл огонь вражеский пулемёт. Погиб в этом бою.
Похоронен в с. Разумовка.

## Награды
- Звание Героя Советского Союза присвоено посмертно 22 февраля 1944 года.
- Награждён орденом Ленина.

## Память
- Улица в г. Запорожье носит имя Героя[1].
- Улица в пос. Совхоза Будённовец названа в честь Героя.
- Улица в пос. Баляга в Забайкалье названа в честь Героя.